# 黑龙江草蜥
黑龙江草蜥（学名：Takydromus amurensis）为蜥蜴科草蜥属的爬行动物。分布于俄罗斯、朝鲜以及中国大陆的黑龙江、吉林、辽宁等地，主要生活于山林边缘荒山坡草灌丛间、也常见于山坡菜地或黄豆地以及有时见于树上。该物种的模式产地在俄罗斯阿穆尔。其种加词“amurensis”意为“俄罗斯阿穆尔的”。

## 保护
本种于2023年被收录入《有重要生态、科学、社会价值的陆生野生动物名录》。